# Parinacota
Parinacota je neaktivní stratovulkán. Nachází se na hranicích Chile a Bolívie, na březích jezera Chungará. Symetrický 6384 m vysoký vulkán je dvojitý vulkán s centry Parinacota (6384 m) a Pomerape (6222 m) a je nejjižnější a nejmladší člen vulkanické skupiny Nevados de Payachata. Přibližně před 8000 lety nastal kolaps kráteru Parinacota, přičemž se uvolnila lavina kamenů s objemem 6 km3, která se dostala až do vzdálenosti 20 km a vytvořila přirozenou hráz, v současnosti jeden z okrajů jezera Chungará. Pozdější aktivita znovu vybudovala stratovulkán do dnešní podoby.